# Pink Cross
Pink Cross ist eine Bürgerrechts- und Selbsthilfeorganisation von/für Schwule(n) und Bisexuelle(n) Männer(n) in der Schweiz mit Sitz in Bern. Die Organisation ist in der Schweiz landesweit tätig. 53 Vereine, 34 Betriebe und über 2200 Einzelmitglieder sind Pink Cross angeschlossen. Die Organisation wurde am 5. Juni 1993 gegründet und im März 1994 nahm die Geschäftsstelle ihren Betrieb auf. Geschäftsleiter der Organisation ist Roman Heggli.

## Inhalte und Projekte
Die Organisation setzt sich für Antidiskriminierung und Anerkennung homosexueller Paare in der Schweiz ein. In den vergangenen Jahren unterstützte es zusammen mit LOS und FELS die Einführung des Partnerschaftsgesetzes und leistete aktive Aufklärungs- und Überzeugungsarbeit beim Referendum über das Partnerschaftsgesetz. Neben seiner politischen Arbeit hat Pink Cross verschiedene Sozialprojekte entwickelt und berät Homosexuelle.
Das Archiv des Vereins ist eine der umfangreichsten Dokumentationen zur schwulen und teilweise auch lesbischen Politik in der Schweiz. Daher gibt es seit Anfang 2005 eine Zusammenarbeit mit dem Schweizer Schwulenarchiv und über dieses mit dem Schweizerischen Sozialarchiv.
2013 wurde in Zusammenarbeit mit der Organisation HAZ–Queer Zurich die virtuelle Plattform „Pink Vote“ ins Leben gerufen. Auf dieser Website wurden Daten zur Bundesratswahl angeboten, einschließlich einer Analyse der Kandidaten, die LGBT-Themen in ihren Wahlprogrammen ansprechen. Die Kampagne war hilfreich für die Zielgruppe der LGBT-Wähler sowie für die unterstützenden heterosexuellen Verbündeten.

## Mitgliedschaften
Pink Cross ist Mitgliedsorganisation der Schweizer Aids-Hilfe AHS und der International Lesbian and Gay Association (ILGA).